# Broń samoczynna

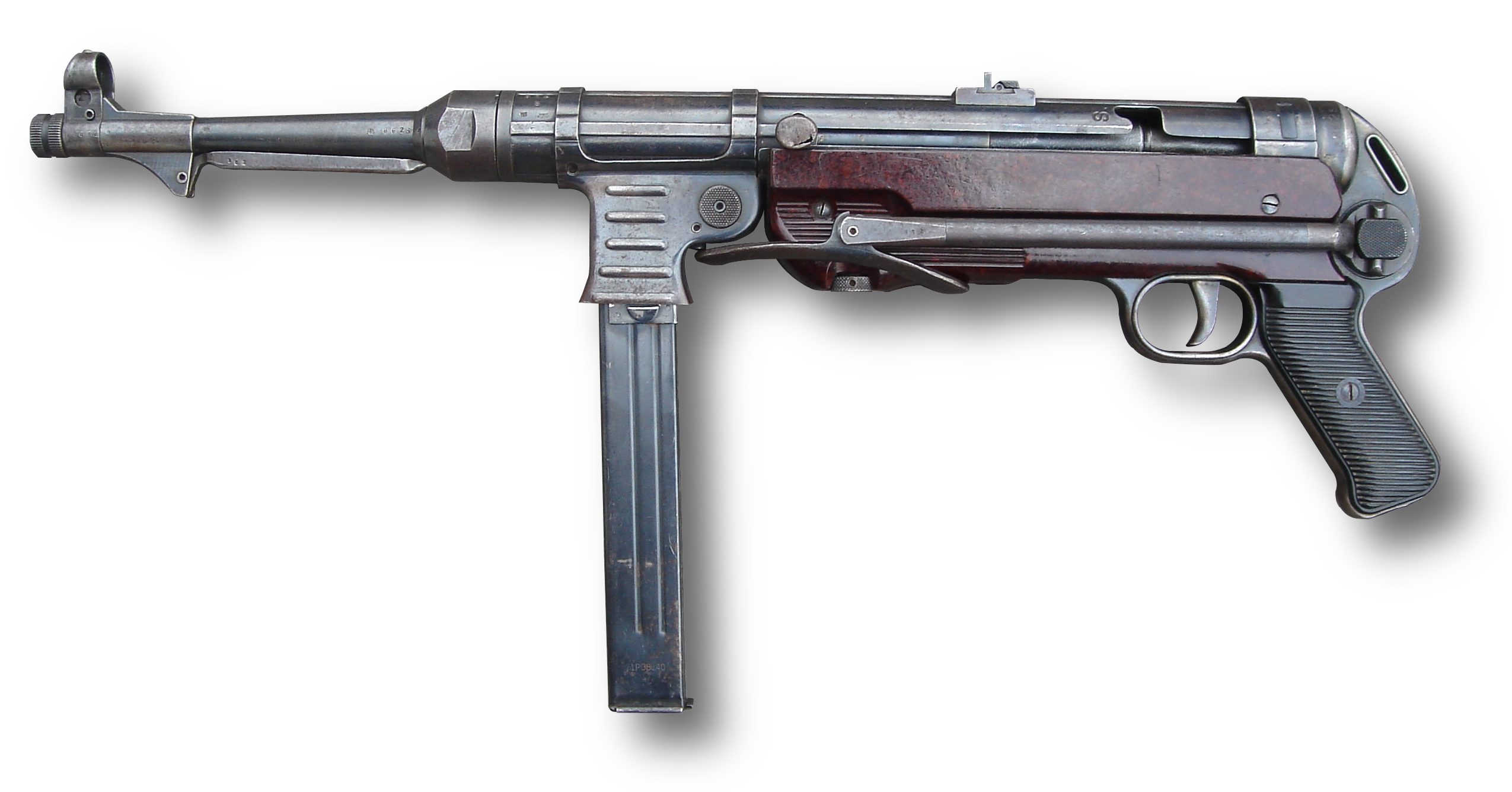
MP 40, samoczynny pistolet maszynowy, mogący strzelać wyłącznie ogniem ciągłym

Broń samoczynna – rodzaj broni automatycznej (maszynowej) wyposażonej w mechanizm spustowy umożliwiający prowadzenie wyłącznie ognia ciągłego (seriami). 
Strzelanie odbywa się samoczynnie po załadowaniu broni pierwszym nabojem i uruchomieniu spustu. Przerwanie ognia następuje po zwolnieniu spustu lub wyczerpaniu amunicji. Liczba oddanych strzałów w serii jest proporcjonalna do czasu naciskania spustu. Żeby oddać pojedynczy strzał lub bardzo krótką serię, strzelający musi mieć dużą wprawę. Broń tego typu cechuje duża szybkostrzelność, która zapewnia dużą gęstość ognia. Zalicza się do niej większość pistoletów maszynowych i karabinów maszynowych oraz niektóre działa małokalibrowe, zwłaszcza przeciwlotnicze.